# 浪琴灣
浪琴灣位于廣東省江門市台山市北陡镇南面那琴半島上的一個海灣。東接鎮海灣、西依北津港，南向南海。緊鄰國家4A景區那琴半島地質海洋公園。
浪琴灣，名字源于一個愛情故事，阿浪和阿琴的愛情故事。海灘长800多米，石林景觀20多公里。
浪琴灣，是一個風景迷人而浪漫的地方。

## 風景名勝

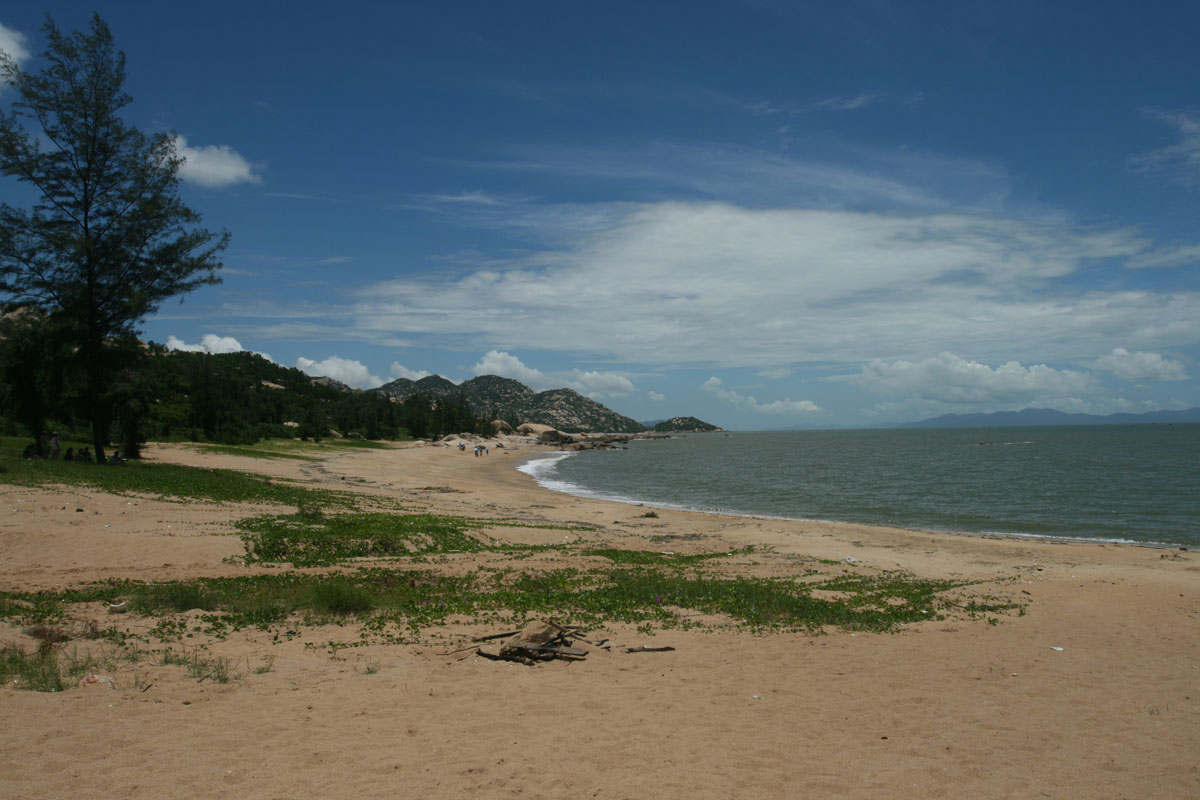
浪琴湾

- 海滨浴场
- 石林奇觀
- 琴溪古橋（始建于明朝）
- 阿琴望海
- 漁村風情

## 傳說
據說相傳古代這裡有對青年男女阿浪和阿琴，雖然貧窮，但兩人相親相愛，日子總算過得幸福美滿。村裡有個地主容老爺，心腸毒辣，有天他看上了美麗而善良的阿琴，有意據為已有，便帶著一群狗腿子向阿浪催收漁稅。如半個月內交不出漁稅，容老爺就要阿琴到他家去做丫環抵債。三天過去了，兩口子還籌不到一個錢。正好這時候有歸航回港躲避颱風的漁民說，南海海面發現了罕見的石斑魚群。於是阿浪不顧阿琴苦苦相勸，決定冒險出海。可惜沒隔多久，海上便颳起了12級大颱風，阿浪不幸被巨浪吞噬。然而，痴情的阿琴卻固執地日夜守望著大海。年復一年，月復一月，阿琴最終化成了一塊望夫石。這段忠貞不渝，浪漫而又悽美的愛情故事一直流傳至今。